# 한미연합훈련

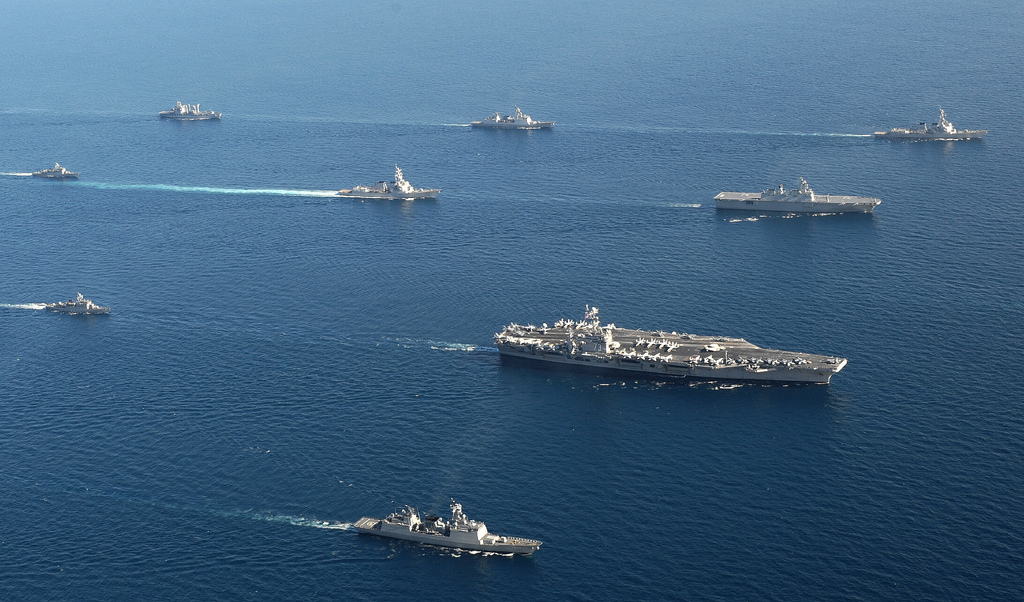
2010. 7. 동해 한미연합 훈련

한미합동훈련 또는 한미연합훈련 또는 미한연합훈련 한국과 미국이 한반도에 발발가능한 상황을 전제하고 전쟁 억제를 목적으로 하는 양국 연합훈련의 통칭이다. 전쟁 억제의 핵심이 오직 훈련된 군대를 통한 반격태세라는 대원칙하에 이로써 일본 자위대 수준의 방어훈련만으로는 유사시 제대로 싸우지 못하게 되는 경우를 미연에 방지하게 된다. 한편 정부차원과 대국민 참여하에 진행되고있어 군사훈련보다는 보다 광범위한 표현으로 한미간 합동훈련이라고 불리고 있다.

## 역사
한미연합사령부가 창립된 이후 1975년까지는 전시 대비 한미연합 군사훈련과 정부을지연습을 분리해서 별도 시행하던것을 1976년부터 통합해  한·미 연합 국가총력전 연습인 '을지 프리덤 가디언스(UFG)'로 발전시겼다. UFG는 세계적인 군사훈련 모델로 평가받는다. 이후 2018년을 마지막으로 북한의 비핵화를 위해 한미합동군사훈련은 중단된것으로 알려졌다. 그러나  사실상 검증가능하고 불가역적인 북한의 비핵화가 확인되기전까지는 '한미합동군사훈련의 중단 가능성'은 한미합동군사훈련의 중단을 요구하는 북한의 '북한 비핵화의지'와 정비례해야하는 것으로 많은 군사 전문가들이 이를 언급하고있다.
.

## 한미연합훈련의 종류
- 을지 프리덤 가디언스(UFG)
- 키 리졸브(KR)
- 독수리 연습(FE)

## 같이 보기
- CPX